# 合成气体
合成气体（Forming gas）是氫氣和氮氣的混合物，比例可能會有變化，由於以下產生合成气体的反應，合成气体也稱為離解氨保護氣
2 NH3 → 3H2+ N2
合成气体也可以在由合成气体產生器或是氨裂化器中將氨熱分解來產生。
合成气体有類似氫氣的性質，因此可以替代氫氣使用。合成气体和氫氣一樣都有爆炸性，合成气体常用在攝影超敏感化的爐中，底片在合成气体中加熱，去除氧氣及濕氣，提高片基灰霧。攝影超敏感化特別用在深空天文攝影中，處理低強度的光線，需要長的快門速度，因此需要對底片上的污染更加敏感。
合成气体也用在手套箱中，使催化劑再生，也做為退火時的保護氣體，在焊接器材店中可以買到。合成气体也做為高低溫的软钎焊及硬焊時的還原劑，可以在沒有助焊劑的情形下移除接點的氧化物。
由於退火時對金屬的熱處理常會使金屬氧化，因此在退火爐中常會加入合成气体。